# Saltos ornamentais nos Jogos Pan-Americanos de 2023 - Trampolim de 3 m individual feminino
A competição do trampolim de 3 m individual feminino dos saltos ornamentais nos Jogos Pan-Americanos de 2023 foi disputada em 24 de outubro de 2023 no Centro Aquático, localizado no cluster do Estádio Nacional. Um total de 19 saltadoras de 10 Comitês Olímpicos Nacionais (CON) participaram do evento.

## Calendário
Horário local (UTC−3).
| Data          | Hora  | Fase         |
| ------------- | ----- | ------------ |
| 24 de outubro | 11:00 | Preliminares |
| 24 de outubro | 20:55 | Final        |

## Medalhistas
| Ouro   | CAN Pamela Ware    |
| Prata  | MEX Arantxa Chávez |
| Bronze | USA Krysta Palmer  |

## Resultados
As doze primeiras colocadas após as preliminares se classificaram para a final.
| Pos.              | Saltadora        | CON                | Preliminares | Preliminares | Final       | Final       |
| Pos.              | Saltadora        | CON                | Pontos       | Pos.         | Pontos      | Pos.        |
| ----------------- | ---------------- | ------------------ | ------------ | ------------ | ----------- | ----------- |
| Medalha de ouro   | Pamela Ware      | CAN Canadá         | 285.45       | 5            | 342.75      | 1           |
| Medalha de prata  | Arantxa Chávez   | MEX México         | 329.25       | 1            | 336.85      | 2           |
| Medalha de bronze | Krysta Palmer    | USA Estados Unidos | 312.60       | 2            | 323.85      | 3           |
| 4                 | Hailey Hernandez | USA Estados Unidos | 306.60       | 3            | 321.40      | 4           |
| 5                 | Prisis Ruiz      | CUB Cuba           | 247.40       | 8            | 308.10      | 5           |
| 6                 | Mia Vallée       | CAN Canadá         | 300.10       | 4            | 292.85      | 6           |
| 7                 | Elizabeth Pérez  | VEN Venezuela      | 260.75       | 6            | 264.20      | 7           |
| 8                 | Daniela Zapata   | COL Colômbia       | 244.35       | 10           | 262.60      | 8           |
| 9                 | Frida Zuñiga     | MEX México         | 246.15       | 9            | 244.70      | 9           |
| 10                | Anisley García   | CUB Cuba           | 249.20       | 7            | 244.20      | 10          |
| 11                | Viviana Uribe    | COL Colômbia       | 238.20       | 11           | 229.85      | 11          |
| 12                | Elizabeth Miclau | PUR Porto Rico     | 234.70       | 12           | 229.55      | 12          |
| 13                | Carolina Mendoza | MEX México         | 232.95       | 13           | Não avançou | Não avançou |
| 14                | Ana Ricci        | PER Peru           | 227.15       | 14           | Não avançou | Não avançou |
| 15                | Luana Lira       | BRA Brasil         | 208.85       | 15           | Não avançou | Não avançou |
| 16                | Anna Santos      | BRA Brasil         | 199.00       | 16           | Não avançou | Não avançou |
| 17                | Pamela Reyes     | PER Peru           | 144.20       | 17           | Não avançou | Não avançou |